# Jules Jacquet
Pour les articles homonymes, voir Jacquet.
Jules Jacquet né à Batignolles-Monceau le 1er décembre 1841 et mort à Paris le 3 mars 1913 est un graveur et peintre français.

## Biographie
Jules Jacquet est le fils d'Ernest Jacquet (né en 1810), débitant de la bourgeoisie parisienne, et de son épouse Louise Alphonsine Pairraud (née vers 1815). Il est l'aîné d'Achille Jacquet (1846-1908), qui suivra la même voie artistique.
Il entre à l'École impériale des beaux-arts de Paris le 9 octobre 1861 dans les ateliers de Louis-Pierre Henriquel-Dupont, Isidore Pils et Alexandre Laemlein. Il obtient le second grand prix de Rome en 1866. Il arrive à Rome le 31 janvier 1867, d’où il enverra à Paris trois dessins d'après l'antique la première année, trois autres dessins d'après des fragments de fresques de Raphaël, une gravure de Polyphème d'après une fresque des frères Carracci du palais Farnèse en deux exemplaires. Pour sa deuxième année, il envoie une étude d'après Raphaël à l'Accademia di San Luca, une autre du même artiste d'après une cariatide du Vatican et plusieurs figure d'homme d'après l'antique. Il quitte Rome le 31 décembre 18668.
Il épouse Julie Cécile Guillemin (née vers 1850) le 26 septembre 1871.
Jules Jacquet expose régulièrement au Salon de Paris, puis à partir de 1881 au Salon des artistes français, dont il sera membre du jury en 1887. L'année suivante, il devient sociétaire de la Fondation Taylor et membre du comité en 1896. Il devient président de la Société des graveurs au burin à partir de 1883.
Il enseigne à Paris à l'École du livre Estienne, ainsi qu'aux Beaux-Arts du 1er mars 1892 jusqu'à sa mort en 1913. En 1911, il devient membre de l'Académie des beaux-arts, dont il sera le vice-président en 1923 et le président en 1924.
Jules Jacquet meurt le 3 mars 1913 à son domicile parisien du 5 bis, place du Panthéon.

## Œuvres dans les collections publiques

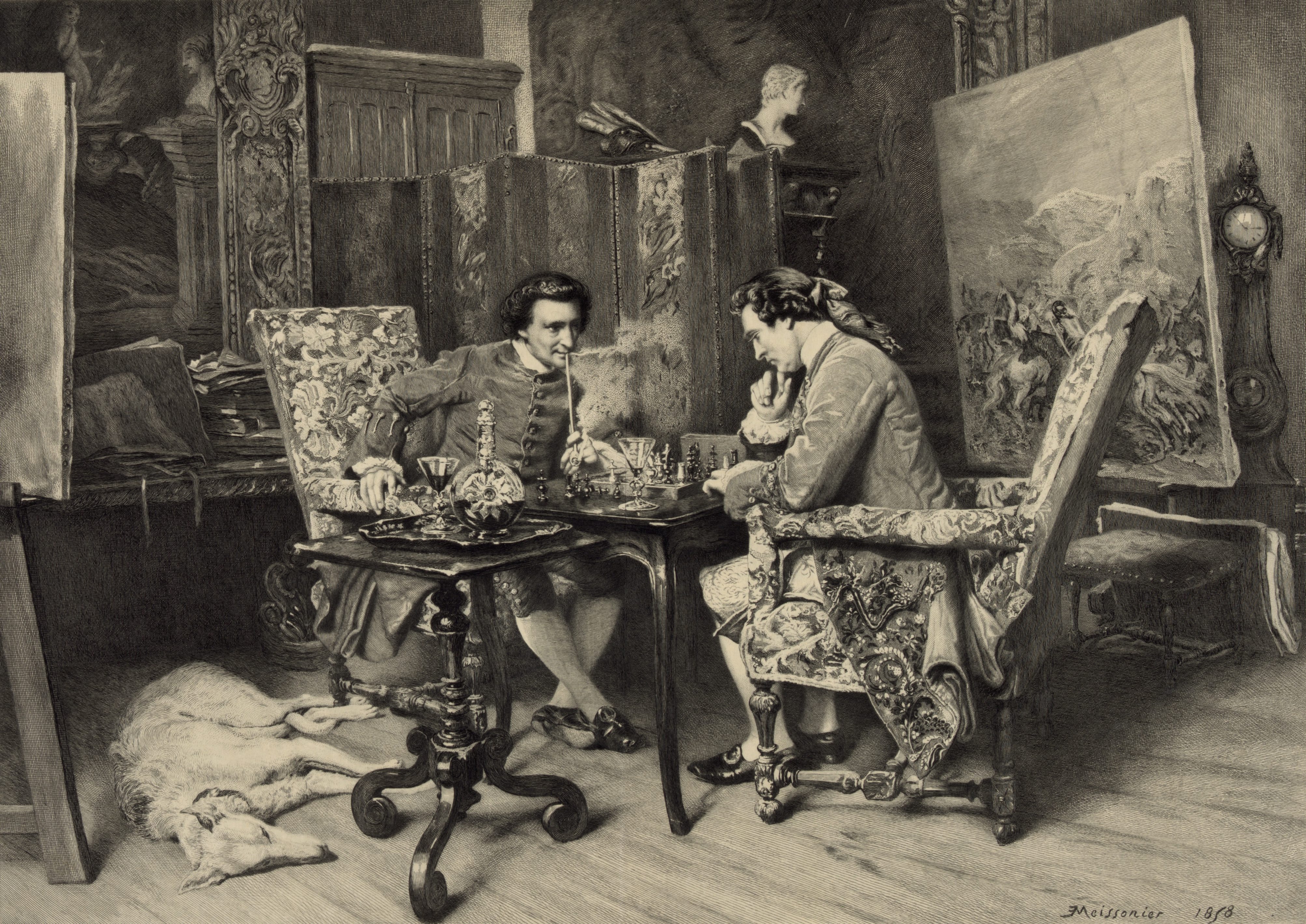
Un jeu d'échecs d'après Ernest Meissonier (eau-forte, 1904).

- Bordeaux : musée des Beaux-Arts : Iéna, eau-forte d'après Ernest Meissonier.
- Paris :
  - musée Carnavalet : Le Triomphe de l'Art, estampe d'après le plafond de l'hôtel de ville de Paris peint par Léon Bonnat[8].
  - musée du Louvre : Madame Récamier, 1877, gravure d’après l'œuvre de Jacques-Louis David.
  - musée d'Orsay : Vive la Nation, estampe d'après Ernest Meisonnier.
  - Petit Palais : Le Triomphe de l'Art, 1898, estampe d'après Léon Bonnat.

## Salons
- Salon des artistes français

## Récompenses
- 1866 : premier grand prix de Rome en gravure.
- 1875 : médaille de seconde classe.
- 1882 : médaille de première classe.
- 1883 : chevalier de la Légion d'honneur, remise le 13 octobre 1883 par Louis-Pierre Henriquel-Dupont.
- 1889 : médaille d'or à l'Exposition universelle de 1889.
- 1890 : médaille d'honneur.
- 1895 : officier de la Légion d'honneur, remise le 17 mai 1895 par Jean-Louis Pascal, architecte diocésain, avec lequel il séjourna à la villa Médicis.
- 1900 : grand prix à l'Exposition universelle de Paris.

## Élèves graveurs notoires
- Jean Antonin Delzers (1873-1943).
- Charles-Paul Dufresne (1885-1956).
- Charles Mazelin (1882-1968).
- Pierre Munier (1889-1962).
- Lucien Pénat (1873-1955).
- Edmond-Jules Pennequin (1876-1925).
- Raoul Serres (1881-1971).

### Iconographie
- Anonyme, Portrait de Jules Jacquet, 1866, huile sur toile, 22 × 32 cm, Rome, Académie de France à Rome.
- Arthur Mayeur, Portrait de Jules Jacquet, 1906, gravure à l'eau-forte, musée des Beaux-Arts d'Arras.